# Hauptpost Schwerin

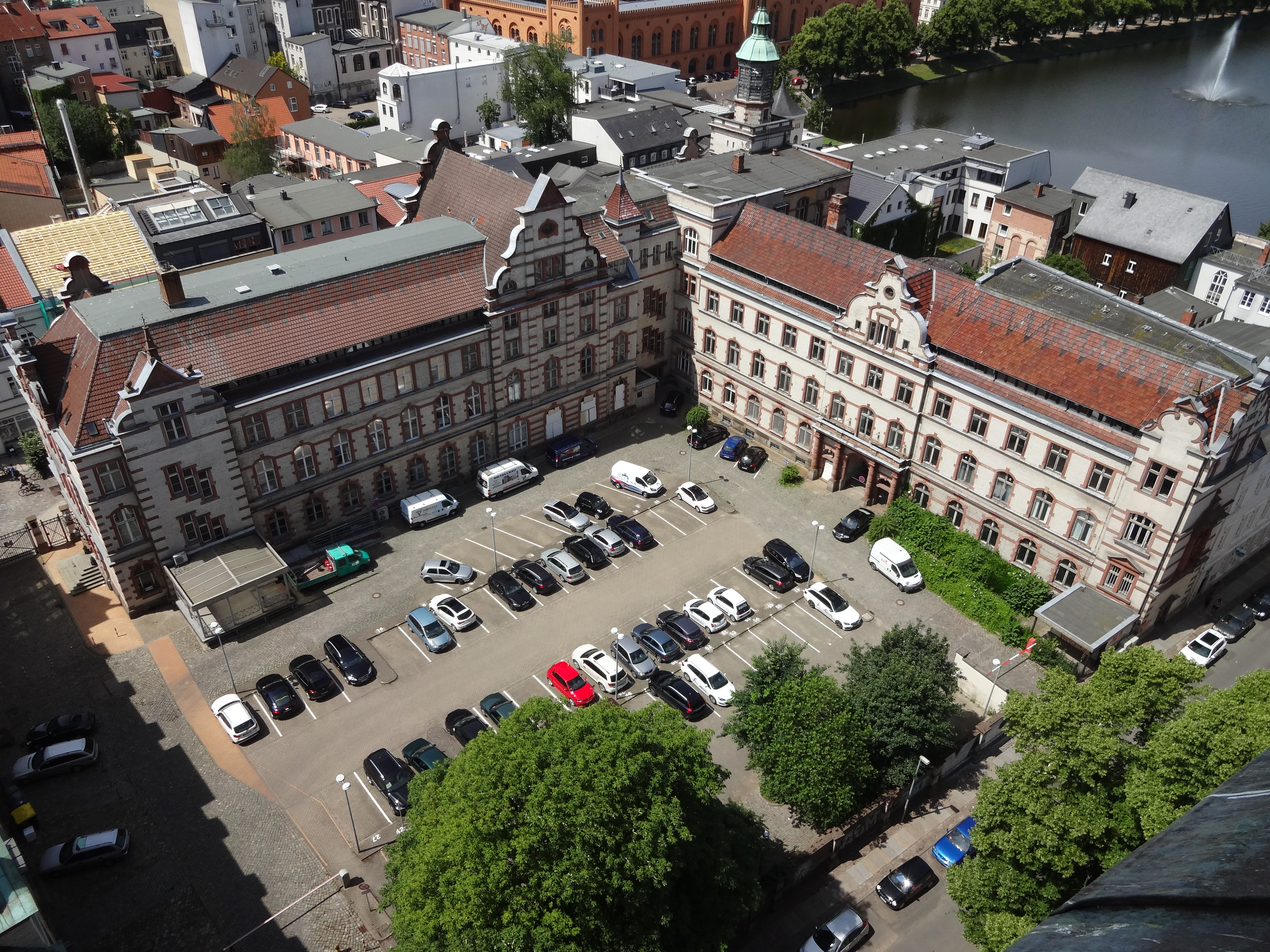
Post, Hof, Pfaffenteich

Die ehemalige Hauptpost Schwerin, auch als Alte Post bekannt, Stadtteil Altstadt, Mecklenburgstraße 4/6 ist ein Baudenkmal in Schwerin. In dem Gebäude befanden sich die Post und Postbank, ein Veranstaltungs- und Ausstellungsraum sowie Büros. Das Land Mecklenburg-Vorpommern beschloss 2019 für 4,5 Millionen Euro den Kauf des leerstehenden Gebäudes zur Belebung der Mecklenburgstraße.

## Geschichte

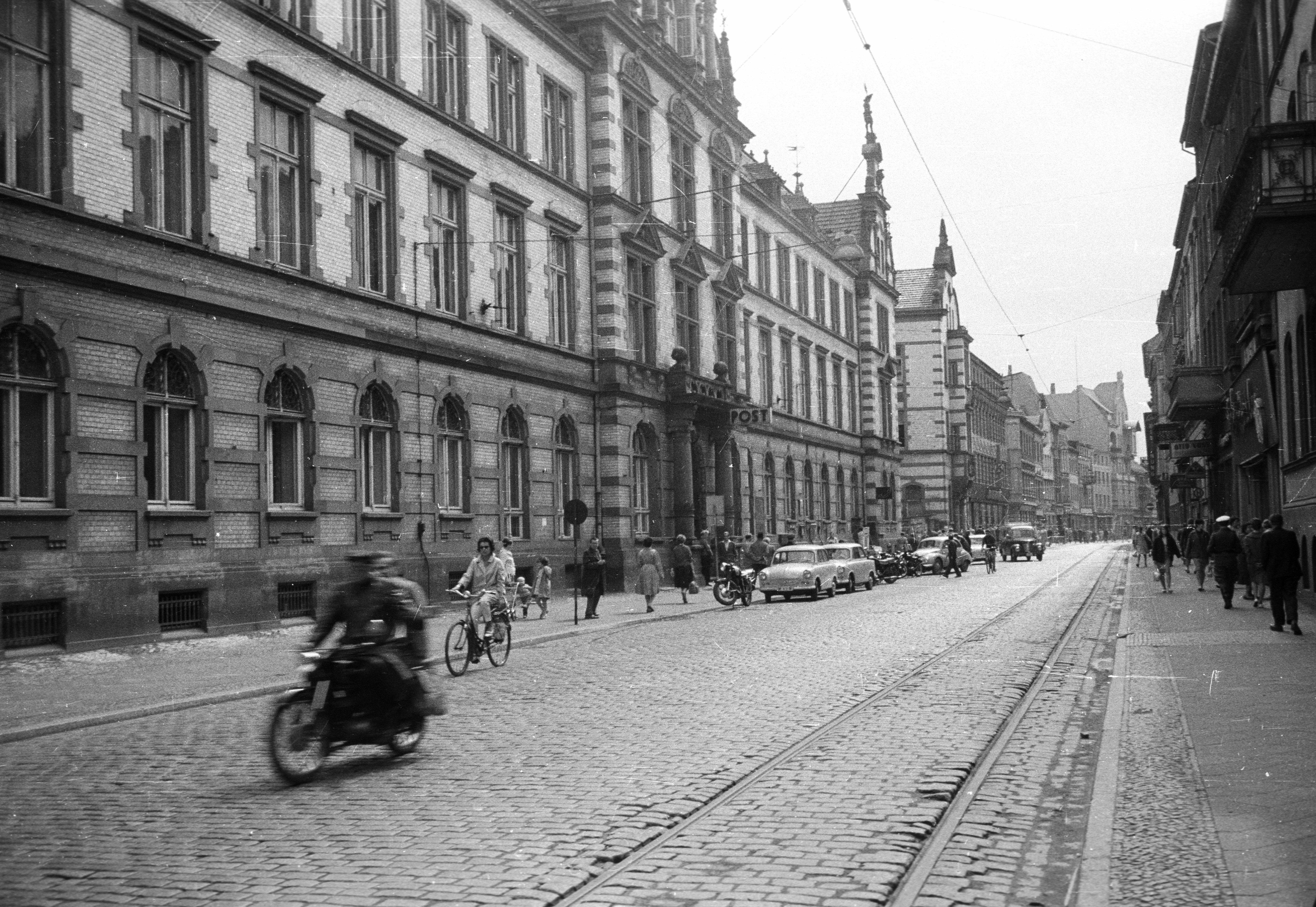
1962: Post an der Straße der Nationalen Einheit

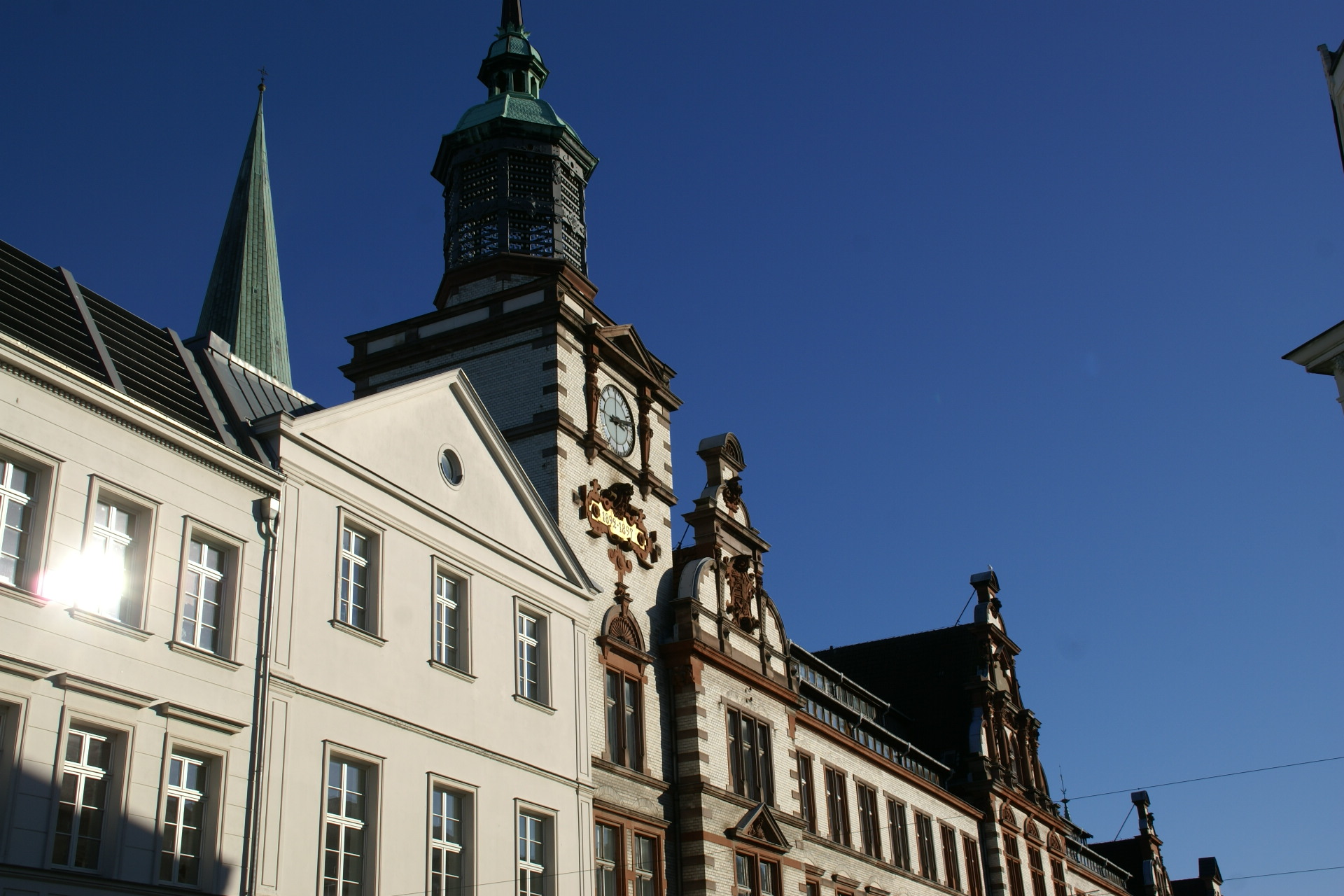
Westseite mit Turm

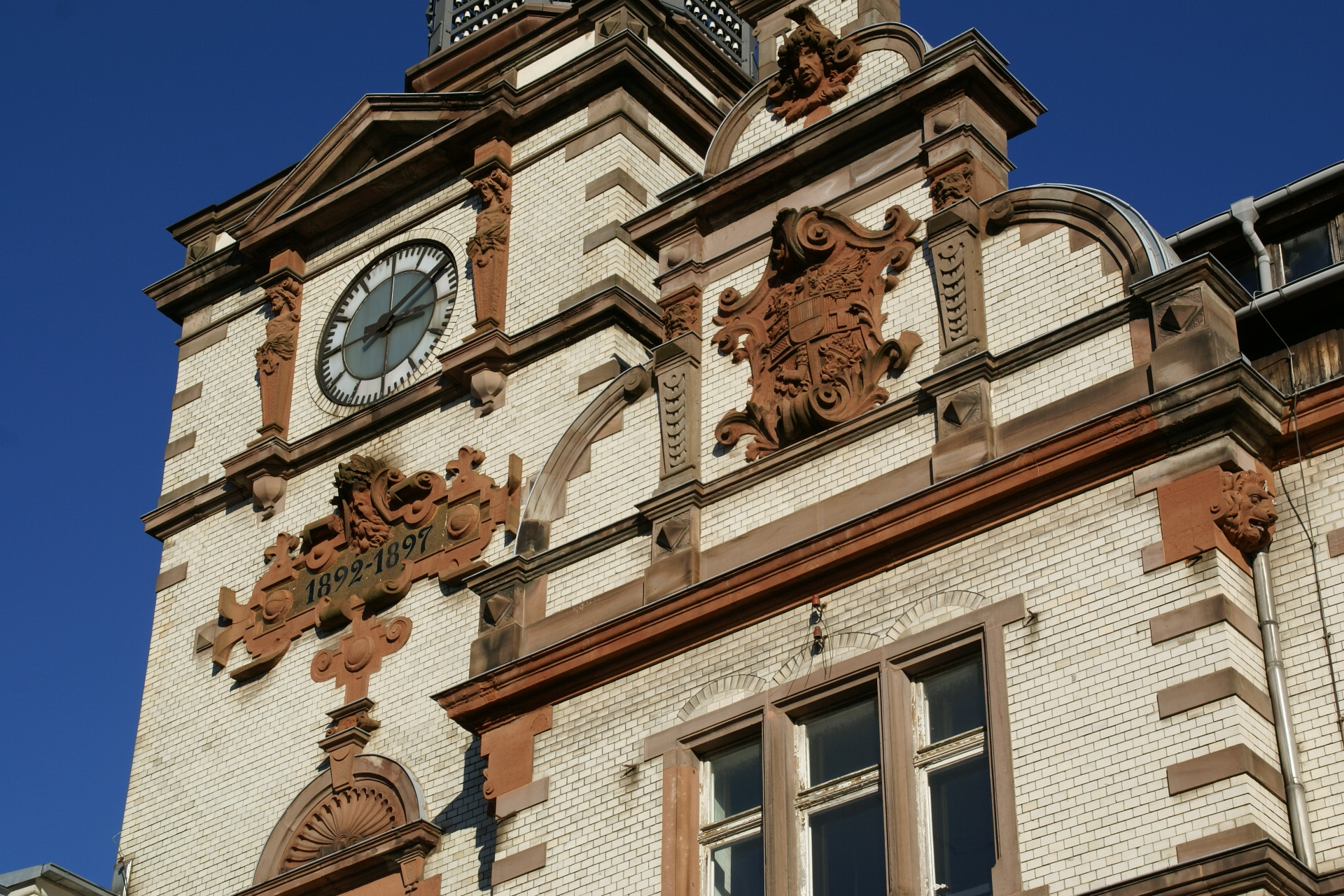
Uhr und Wappen

Ab dem 14. Jahrhundert stand hier ein Gebäude der Bischofsresidenz, 1591 hatte man das Bischofshaus neu gebaut, doch blieb seine Nutzung zunächst ungenutzt, bis 1755 das Regierungskollegium einzog. Von 1821 bis 1843 war es der Standort des Stabes der Artillerie-Batterie und die Nebengebäude wurden gleichzeitig zum Marstall ein des Prinzen Ludwig umgebauter („Prinzenhof“). Anfang des 19. Jahrhunderts plante man hier den Neubau des Regierungsgebäudes, das dann aber in der Schlossstraße errichtet wurde. 1835 hatte Baurat Wünsch ein Gutachten über den Bischofshof angefertigt, das nicht günstig ausfiel, erst am 31. Dezember 1843 ordnete Großherzog Friedrich Franz II. an, an seiner Stelle das neue Postgebäude zu errichten. Von 1846 bis 1892 war hier das dreigeschossige Alte Postamt, das für den zunehmenden Postverkehr bald zu klein war.
In Mecklenburg-Schwerin kam es am 1. November 1849 zur Einrichtung einer General-Postdirektion, sie löste die Verwaltung der Post durch das Kammerkollegium ab.
Die 1868 gegründete Oberpostdirektion Schwerin (ehemals General-Postdirektion) war fortan für die gemeinsame Verwaltung des Post- und Telegraphenwesens in den Großherzogtümern zuständig. Die Leitung der Oberpostdirektion in Schwerin übernahm der frühere mecklenburgische Ober-Postrat von Pritzbuer, der mit dem Eintritt in dieses Amt im Namen des Norddeutschen Bundes zum Ober-Postdirektor ernannt wurde. Nach über 10-jährigem Dienst, 1879 wurde dem Ober-Postdirektor Ritzler die Verwaltung der Ober-Postdirektion übertragen.
Eng mit der Entwicklung der Post war Friedrich Flügge von 1836 als Postschreiber bis 1860 zum Ober-Postamtsdirektor in Schwerin verbunden. Als großherzoglicher mecklenburgischer Oberpostamtsdirektor in Rostock hatte Flügge auch großen Anteil am neuen Postgebäude. Dieses, 1881 im historisierenden neogotischen Stil erbaute Gebäude befand sich in der Wallstraße am Rosengarten.
Nach der Gründung des Deutschen Reichs 1871, trat am 1. Januar 1872 das Gesetz über das Postwesen, das Posttaxwesen und die Postordnung der kaiserlichen Reichspost in Kraft.
Die dreigeschossige Hauptpost im Stil der historisierenden Neorenaissance, in L-Form mit zwei Flügeln in der damaligen Kaiser-Wilhelm-Straße entstand von 1892 bis 1897 nach Plänen des Geheimen Postbaurats Ernst Hake zusammen mit dem Architekten Daegert. Sie hat einen rechteckigen, dominanten siebengeschossigen Uhrenturm mit achteckigem Aufsatz, mit einer Laterne und einer spitzen Glockenhaube. Neun barockisierende Giebelrisalite gliedern und prägen zur Straße und zum Hof die beiden Flügel. Die Bänderung betont die Ecken und bindet gestalterisch die Fenster ein.
Die repräsentative Schalterhalle mit den Doppelsäulen und einem Kreuzgewölbe ist erhalten. Heinrich von Stephan, Staatssekretär im Reichspostamt hatte Baugelder für das Projekt beantragt und auch die Ausführung begleitet. Der Bau kostete rund eine Million Mark.
Sie war Oberpostdirektion und Hauptpost für Mecklenburg, also für die beiden Großherzogtümer Mecklenburg-Schwerin und Mecklenburg-Strelitz. Das siebenfeldrige mecklenburgische Wappen an der Frontseite bei der Uhr symbolisiert dieses.
Ernst Harzmann war von 1931 bis zur Machtergreifung der Nationalsozialisten Präsident der Oberpostdirektion Schwerin.
Der Architekt und Postbaubeamte Hake leitete und plante u. a. Post- und Telegrafenämter sowie Direktionen wie die Oberpostdirektion Bremen, in Dortmund, in Chemnitz, Post- und Telegrafenamt Flensburg, Oberpostdirektion Hamburg, sowie in Greifswald, Thorn, Lübeck, Oldenburg und Oberpostdirektion Straßburg.

### Denkmale

Denkmal für Heinrich von Stephan

- Vor der Post steht das Denkmal aus Marmor für Heinrich von Stephan, 1898 von Wilhelm Wandschneider; 1998 umgesetzt, ursprünglich am Nordufer des Pfaffenteiches, Relief nach Zerstörung erneuert; von Stephan wurde 1896 Ehrenbürger von Schwerin.
- Gedenktafel für die Opfer des Kapp-Putsches, rechts neben dem Haupteingang. 1920, beim Kapp-Putsch gegen die Weimarer Republik, befand sich im Postgebäude ein Stützpunkt der Putschisten. Von hier eröffneten sie im März 1920 das Feuer auf Demonstranten. Auf der Tafel stehen die Namen von 15 Schwerinern, die bei diesem Angriff starben.

## Nachkriegszeit
Am 24. Dezember 1945 eröffnete in diesem Gebäude der Landessender Schwerin sein regionales Rundfunkprogramm. 1974 war das Schweriner Hauptpostgebäude für den DEFA-Spielfilm Aus meiner Kindheit mit Handlungshintergrund für die Entstehung des Filmprojekt.
Zum 3. Oktober 1990 wurde im Zuge der Deutschen Wiedervereinigung gemäß Artikel 27 des Einigungsvertrages die Deutsche Post mit der Deutschen Bundespost verschmolzen. Das Schweriner Postamt wurde in die Deutsche Bundespost eingegliedert und nach der Privatisierung, seit 1995 der Deutsche Post AG zugehörig.
Nach einem Leerstand seit 2012 zeichnete sich 2021 ich eine Weiternutzung durch das Land ab. Es will das Gebäude in ein Quartier für die Verwaltung und die Bürger umwandeln.